# Университет Сабанджи
Университет Сабанджи (тур: Sabancı Üniversitesi) — базовый университет, основанный в Стамбуле. Университет располагается на территории кампуса площадью 1,26 миллиона квадратных метров, примерно в 40 км от центра Стамбула.

## История
Решение о создании университета было принято в 1994 году под руководством одного из ведущих фондов Турции Sabancı Vakfı (Фонд Сабанджи). В конференции Search в августе 1995 года приняли участие более 50 ученых из 22 стран, студенты и руководители частного сектора.
Закон, разрешающий создание Университета Сабанджи, был принят 5 июня 1996 года, а фундамент университетского городка был заложен 31 июля 1997 года. Университет принял первых студентов и начал обучение в октябре 1999 года.

## Академическая структура
Университет Сабанджи состоит из 3 факультетов и 1 языковой школы:
- Факультет инженерии и естественных наук
- Факультет искусств и социальных наук
- Бизнес-школа Сабанджи
- Школа языков

### Учебный план

#### Программа развития фондов
Программа развития основ Университета Сабанджи состоит из двух ключевых образовательных этапов:
1 год — год развития основ университетских курсов. Все поступающие студенты должны сдать экзамен по английскому языку — ELAE. Студенты, которым требуется дополнительная помощь записываются на годовые курсы английского и турецкого языков. Языковые курсы и соответствующие экзамены проводятся языковой школой университета. Студенты, сдавшие ELAE, поступают на первый курс.
Впоследствии каждый студент Университета Сабанджи обязан пройти университетские курсы и основную учебную программу бакалавриата.

#### Университетские курсы
Университетские курсы — это основная учебная программа университета. Курсы, разработанные с учетом междисциплинарного подхода, устанавливают связи между естественными и социальными науками, а также между другими дисциплинами. Благодаря этой междисциплинарной образовательной подготовке студенты университета становятся хорошо подготовленными к продолжению образования в магистратуре или к началу карьеры.

## Рейтинги
В 2014 году Университет Сабанджи занял 182-е место в рейтинге Times Higher Education  Это турецкий университет, получивший самый высокий рейтинг при первоначальном включении в список. Более того, это был единственный базовый университет в Турции, вошедший в рейтинг.
В 2016 году университет занял 10-е место в мире в списке малых университетов Times Higher Education — вузов, в которых обучается менее 5000 студентов, но которые преподают и проводят исследования по более чем четырем дисциплинам.
Университет Сабанджи также входит в число 1000 лучших университетов мира в рейтинге университетов QS World University Rankings. Кроме того, университет был назван самым инновационным и предпринимательским университетом в 2012 и 2016 годах, а также самым инновационным базовым университетом в 2013 и 2014 годах в Индексе университетского предпринимательства и инноваций Министерства науки, промышленности и технологий.
Рейтинговые таблицы Университета Сабанджи
| Год  | В мире  | до 50 лет | В Азии | Маленькие университеты |
| ---- | ------- | --------- | ------ | ---------------------- |
| 2016 | 351-400 | 52        | -      | 10                     |
| 2015 | 182     | 13        | 21     | -                      |
| 2014 | -       | -         | -      | -                      |

| Год       | Всемирный университет | EECA |
| --------- | --------------------- | ---- |
| 2015/2016 | 441-450               | 14   |
| 2014/2015 | 471-480               | -    |
| 2013/2014 | 501-550               | -    |

## Исследовательские центры
Центр исследований и приложений интегрированных производственных технологий Университета Сабанджи (SU IMC) был основан в 2016 году.
SU IMC - это центр исследований и разработок промышленных масштабов, который предоставляет лабораторные испытания, изготовление прототипов, услуги по проектированию и моделированию, композитные материалы в рамках услуг по исследованиям и разработкам, а также услуги по проектированию, производству, сборке и прототипированию процессов в области производства. Центр также предоставляет консультационные и обучающие услуги правительственным организациям и отраслевым корпорациям. SU IMC был построен с инвестициями в размере 35 миллионов долларов США для предоставления возможностей как для фундаментальных, так и для прикладных исследований, разработки продуктов, последипломного и непрерывного образования. Он также действует как центр инкубационных услуг, а также возможностей коммерциализации технологий производства композитных материалов.
Центр исследований и приложений нанотехнологий Университета Сабанджи был основан с первоначальными инвестициями в размере 25 миллионов евро, предоставленными Организацией государственного планирования и Фондом Сабанджи. Команда центра, начавшая свою деятельность в июле 2011 года, включает 40 преподавателей, около 40 докторантов и сотни студентов. Проводя междисциплинарные передовые исследования, Центр объединяет исследователей, обладающих опытом в области передовых материалов, фундаментальных наук и наноинженерии, для разработки приложений для электроники, фотоники, здравоохранения, строительства, окружающей среды, сельского хозяйства и упаковочной промышленности.
Стамбульский политический центр (IPC) — это институт исследований глобальной политики, который специализируется на ключевых социальных и политических вопросах, начиная от демократизации и изменения климата, трансатлантических отношений до разрешения конфликтов и посредничества.
Центр организует и проводит свои исследования по трем основным направлениям:
- Стамбульский политический центр – Университет Сабанджи
- Демократизация и институциональная реформа
- Разрешение конфликтов и посредничество